# ديفيد لي ميلر (مخرج)
ديفيد لي ميلر (بالإنجليزية: David Lee Miller)‏ هو مخرج أمريكي، ولد في 17 يوليو 1955.

## وصلات خارجية
- دايفيد ميلر على موقع IMDb (الإنجليزية)
- دايفيد ميلر على موقع قاعدة بيانات الفيلم (الإنجليزية)